# Yūsuf ibn Nūḥ
ʾAbū Yaʿqūb Yūsuf ibn Nūḥ (אבו יעקוב יוסף אבן נוח; hebr.: Joseph ben Noaḥ) war ein karäischer Gelehrter aus der zweiten Hälfte des zehnten Jahrhunderts. Lange Zeit wurde in der Forschung vermutet, dass Yūsuf ibn Nūḥ und Yūsuf ibn Bachtawayh identisch seien, diese Annahme konnte aber 2025 widerlegt werden.
Er hat, einem karäischen Geschichtswerk aus dem 15. Jahrhundert zufolge, eine Lehranstalt (dār al-ʿilm oder auch dār li-l-ʿilm) in Jerusalem gegründet, deren Leitung später sein Schüler Abū l-Faradsch Hārūn ibn Faradsch übernahm.

## Werke
Von den Werken ibn Nūḥs ist ein Pentateuch-Kommentar in einer Überarbeitung (talḫīṣ) durch seinen Schüler Abū l-Faradsch Hārūn ibn Faradsch in Handschriften überliefert.
Darüber hinaus liegt sein auf Arabisch verfasster, Diqduq oder auch Nuqat Diqduq genannter grammatischer Kommentar zu den sog. Hagiographa (den Ketuvim nach der jüdischen Einteilung der biblischen Bücher) in Edition vor. Darin beschäftigt sich ibn Nūḥ vor allem mit einzelnen Fragestellungen (masāʾil), die insbesondere die Morphologie eines Wortes betreffen. So führt er zum Beispiel häufig den Imperativ von Verben auf, weil dieser in seinem grammatischen Modell als Grundform dient. Neben Fragen von Derivation geht es ibn Nūḥ vor allem darum, subtile Unterschiede in der Form zu erklären, da diese für ihn auch mit Bedeutungsunterschieden verbunden sind. Ein systematischer Abriss über z. B. Flexionslehre findet sich in seinem Diqduq nicht. Die grammatischen Prinzipien, die ibn Nūḥs Herleitungen zugrunde liegen, werden nicht erklärt, sondern müssen aus seinem Vorgehen erschlossen werden.
Ibn Nūḥ gilt als ein Vertreter der frühen karäischen Grammatiktradition. Dies zeigt sich unter anderem an bestimmten grammatischen Konzepten: Der Imperativ gilt in der frühen karäischen Grammatiktradition als Grundform von Verben, wie man auch an einem frühen karäischen Traktat über Verbalflexion sehen kann. Zum anderen enthält seine Terminologie, obwohl der Diqduq auf Arabisch verfasst sind, viele Fachbegriffe aus dem Hebräischen. Sowohl in der verwendeten Terminologie als auch in der Methodik unterscheidet sich das grammatische Denken ibn Nūḥs von dem seines Schülers und Nachfolgers Abū l-Faradsch Hārūn ibn Faradschs. Bei letzterem beschränkt sich die Anzahl der hebräischen Fachbezeichnungen auf einige wenige. Darüber hinaus gilt für ihn nicht mehr der Imperativ, sondern das Verbalnomen (maṣdar) als Grundform des Verbes.
Die karäische Grammatiktradition, sowohl in ihrer von ibn Nūḥ repräsentierten frühen als auch in der von Abū l-Faradsch Hārūn repräsentierten klassischen Phase, basiert nicht auf dem (noch heute üblichen) Konzept einer dreiradikaligen Wurzel, welches es von Jehuda Chajjudsch erstmals auf das Hebräische angewendet und von Abulwalid Merwan ibn Dschanach in seinen grammatischen Werken übernommen wird. Erst die Karäer in Byzanz übernehmen diese Wurzel-Vorstellung.